# なないろの里
なないろの里（なないろのさと）は宮城県仙台市若林区にある町名。現行行政地名は、なないろの里一丁目から、なないろの里三丁目がある。住居表示未実施。

## 地理
若林区の中央部に位置し、主に住宅地が中心であるが、三丁目に商業施設がある。

## 歴史

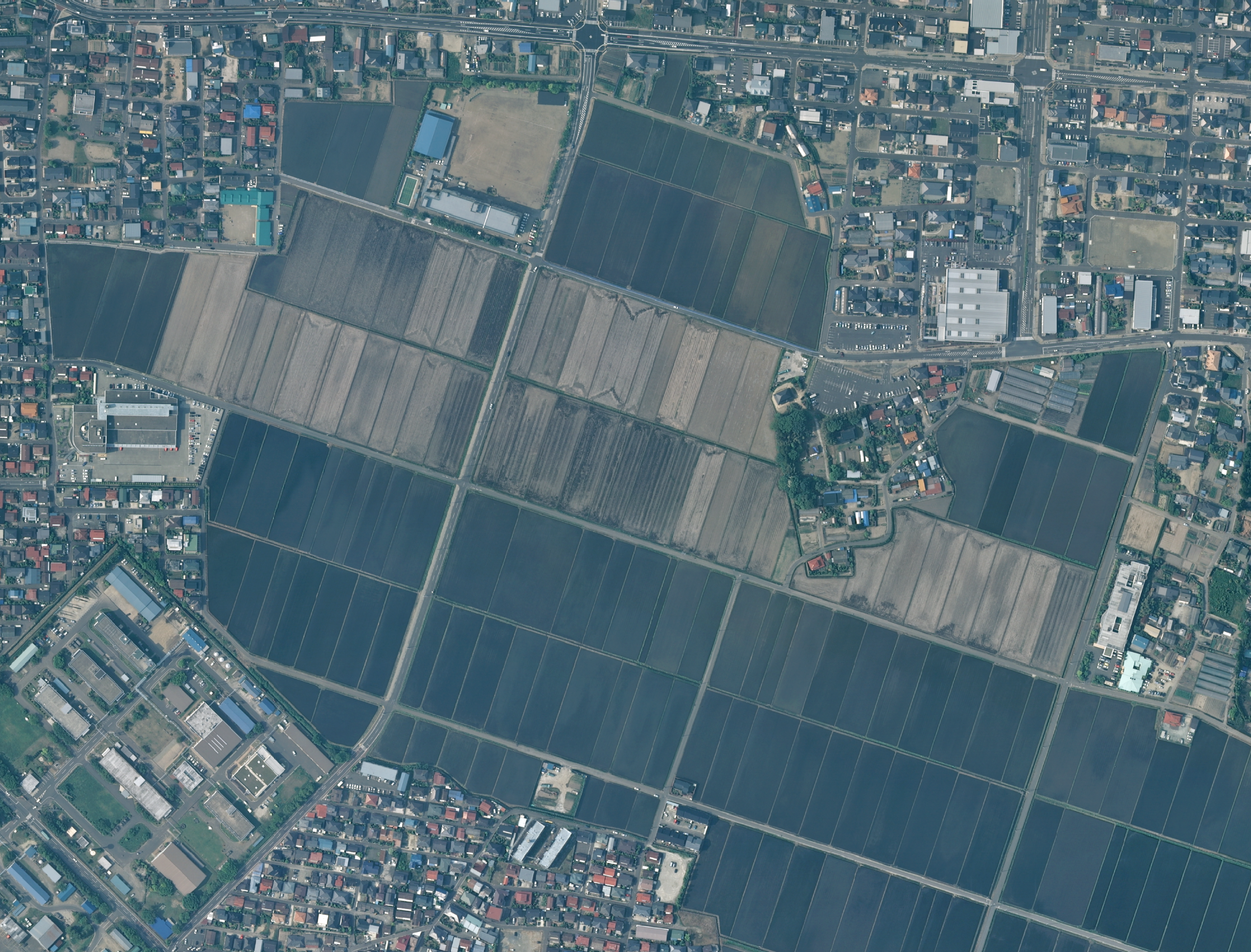
造成前のなないろの里（2008年5月23日）

- 2018年（平成30年）6月16日 - 仙台市荒井西土地区画整理事業に伴い、南小泉字梅木・荒井字梅ノ木・荒井字札屋敷・南小泉字梅木・蒲町・蒲町字南・長喜城字鉄砲前・かすみ町・荒井一丁目の各一部を分離し、なないろの里一丁目・なないろの里二丁目・なないろの里三丁目を設置[4]。

## 世帯数と人口
2018年（平成30年）10月1日現在の世帯数と人口は以下の通りである。
| 丁目               | 世帯数  | 人口    |
| ------------------ | ------- | ------- |
| なないろの里一丁目 | 358世帯 | 935人   |
| なないろの里二丁目 | 510世帯 | 1,289人 |
| なないろの里三丁目 | 130世帯 | 380人   |
| 計                 | 998世帯 | 2,604人 |

## 小・中学校の学区
市立小・中学校に通う場合、学区は以下の通りとなる。
| 丁目               | 番・番地等                                                   | 小学校             | 中学校             | 選択可能校                            |
| ------------------ | ------------------------------------------------------------ | ------------------ | ------------------ | ------------------------------------- |
| なないろの里一丁目 | 全域                                                         | 仙台市立蒲町小学校 | 仙台市立蒲町中学校 |                                       |
| なないろの里二丁目 | 17番地9〜18番地 19番地2〜19番地の終り 21番地1〜6 23番地7〜20 | 仙台市立蒲町小学校 | 仙台市立蒲町中学校 | 仙台市立七郷小学校 仙台市立七郷中学校 |
| なないろの里二丁目 | その他                                                       | 仙台市立蒲町小学校 | 仙台市立蒲町中学校 |                                       |
| なないろの里三丁目 | 全域                                                         | 仙台市立蒲町小学校 | 仙台市立蒲町中学校 |                                       |

## 施設
- みやぎ生活協同組合 荒井店
- ケーヨーデイツー 仙台荒井店
- ケーズデンキ 仙台荒井店
- 仙台銀行 荒井支店
- 山形銀行 荒井支店